# جوردن كارولين
جوردن كارولين (15 يناير 1996 - ) (بالإنجليزية: Jordan Caroline)‏ هو لاعب كرة سلة أمريكي في مركز مدافع مسدد الهدف.

## وصلات خارجية
- جوردن كارولين على موقع الدوري الأوروبي لكرة السلة (الإنجليزية)
- جوردن كارولين على موقع دوري كرة السلة الياباني للمحترفين (اليابانية)
- جوردن كارولين على موقع سبورتس رفرنس (الإنجليزية)
- جوردن كارولين على موقع الدوري الإسباني لكرة السلة (الإسبانية)
- جوردن كارولين على موقع كرة السلة الأوروبية.كوم (الإنجليزية)
- جوردن كارولين على موقع كلية كرة السلة في سبورتس رفرنس.كوم (الإنجليزية)
- جوردن كارولين على موقع ريلجم (الإنجليزية)
- جوردن كارولين على موقع بروبوليرز (الإنجليزية)
- جوردن كارولين على موقع سبورتس رفرنس (الإنجليزية)
- جوردن كارولين على موقع سبورتس رفرنس (الإنجليزية)